# 祖狮岭烈士纪念碑
祖狮岭烈士纪念碑，位于中国广东省梅州市五华县水寨镇祖狮岭，为梅州市五华县的一个县级文物保护单位，类型为近现代重要史迹及代表性建筑，公布时间为1984年1月。
祖狮岭烈士纪念碑建于1958年。